# 1. DOL 2021-2022 (damer)
1A. DOL 2021-2022 spelades under perioden 2 oktober 2021-21 april 2022 och var fjärde upplagan av 1A. DOL under dess nuvarande namn. Den spelades med formatet seriespel följd av cupspel. I cupspelet ingick även de två bäst placerade lagen i näst högsta serien. De bäst placerade lagen i grundserien gick in senare i cupspelet där segraren blev slovensk mästare i volleyboll för damer.
OK Kamnik blev mästare genom att i finalen besegra OK Branik med 3-1 i matcher. OK HIT Nova Gorica blev trea genom att besegra OK SIP Šempeter i match om tredjepris (de vann bägge matcherna i ett dubbelmöte).  
 OK Kamnik vann även grundserien, där de vann 20 av 21 matcher.